# Patrīcija Eiduka
Patrīcija Eiduka (* 1. Februar 2000 in Riga) ist eine lettische Skilangläuferin.

## Werdegang
Eiduka startete international erstmals bei den Olympischen Jugend-Winterspielen 2016 in Lillehammer und belegte dabei den 37. Platz im Cross, den 30. Rang im Sprint und den 21. Platz über 5 km Freistil. Im Jahr 2017 wurde sie lettische Meisterin im 10-km-Massenstartrennen, über 10 km klassisch und im Sprint. Bei den Nordischen Skiweltmeisterschaften 2017 in Lahti errang sie den 56. Platz im Sprint. Im folgenden Jahr wurde sie lettische Meisterin im Sprint, über 10 km Freistil und über 15 km klassisch. Bei den Nordischen Junioren-Skiweltmeisterschaften 2018 in Goms kam sie auf den zehnten Platz im Sprint. Im Februar 2018 lief sie bei den Olympischen Winterspielen in Pyeongchang auf den 62. Platz im Sprint und auf den 44. Rang über 10 km Freistil. Ende November 2018 lief sie in Ruka ihr erstes Weltcuprennen, welches sie auf dem 66. Platz im Sprint beendete. Bei den Nordischen Junioren-Skiweltmeisterschaften 2019 in Lahti belegte sie den 36. Platz im Sprint, den 34. Rang im 15-km-Massenstartrennen und den 11. Platz über 5 km Freistil und Nordischen Skiweltmeisterschaften 2019 in Seefeld in Tirol den 52. Platz über 10 km klassisch und den 36. Rang im Sprint. Im Jahr 2019 wurde sie lettische Meisterin im Sprint, über 5 km und 15 km. In der Saison 2019/20 holte sie in Nové Město mit dem 27. Platz über 10 km Freistil ihre ersten Weltcuppunkte und kam bei den Junioren-Skiweltmeisterschaften 2020 in Oberwiesenthal auf den 27. Platz über 5 km klassisch, auf den 13. Rang im Sprint und auf den vierten Platz im 15-km-Massenstartrennen. Nach Platz 45 beim Ruka Triple zu Beginn der Saison 2020/21, erreichte sie in Davos mit dem achten Platz über 10 km Freistil ihre erste Top-Zehn-Platzierung im Weltcup und holte in Zakopane zwei Siege im Slavic-Cup. Bei der Tour de Ski 2021 errang sie den 24. Platz. Im Februar 2021 wurde sie bei den U23-Weltmeisterschaften in Vuokatti Neunte im Sprint und Siebte über 10 km Freistil und belegte beim Saisonhöhepunkt, den Nordischen Skiweltmeisterschaften in Oberstdorf, jeweils den 43. Platz im Sprint und über 10 km Freistil und den 38. Rang im Skiathlon. Die Saison beendete sie auf dem 37. Platz im Gesamtweltcup und auf dem zweiten Rang in der Gesamtwertung des Slavic-Cups. Im folgenden Jahr gewann sie bei den U23-Weltmeisterschaften in Lygna die Silbermedaille über 10 km klassisch. Ihre besten Platzierungen bei den Olympischen Winterspielen 2022 in Peking waren der 23. Platz über 10 km klassisch und der 17. Rang mit der Staffel.

## Erfolge

### Siege bei Rollerski-Weltcuprennen
| Nr. | Datum           | Ort    | Disziplin                  |
| --- | --------------- | ------ | -------------------------- |
| 1.  | 29. August 2020 | Madona | 15 km Freistil Massenstart |
| 2.  | 30. August 2020 | Madona | 10 km klassisch            |

### Siege bei Continental-Cup-Rennen
| Nr. | Datum             | Ort      | Disziplin      | Serie      |
| --- | ----------------- | -------- | -------------- | ---------- |
| 1.  | 19. Dezember 2020 | Zakopane | 5 km klassisch | Slavic Cup |
| 2.  | 20. Dezember 2020 | Zakopane | 10 km Freistil | Slavic Cup |

### Teilnahmen an Olympischen Winterspielen
- 2018 Pyeongchang: 44. Platz 10 km Freistil, 62. Platz Sprint klassisch
- 2022 Peking: 17. Platz Staffel, 23. Platz 10 km klassisch, 32. Platz 30 km Freistil Massenstart, 32. Platz Sprint Freistil

### Nordische Skiweltmeisterschaften
- 2017 Lahti: 56. Platz Sprint Freistil
- 2019 Seefeld in Tirol: 36. Platz Sprint Freistil, 52. Platz 10 km klassisch
- 2021 Oberstdorf: 38. Platz 15 km Skiathlon, 43. Platz 10 km Freistil, 43. Platz Sprint klassisch
- 2023 Planica: 11. Platz 15 km Skiathlon, 13. Platz Staffel, 17. Platz 30 km klassisch Massenstart, 19. Platz 10 km Freistil

### Platzierungen im Weltcup

#### Weltcup-Statistik
Die Tabelle zeigt die erreichten Platzierungen im Einzelnen.
- 1.–3. Platz: Anzahl der Podiumsplatzierungen
- Top 10: Anzahl der Platzierungen unter den ersten zehn
- Punkteränge: Anzahl der Platzierungen innerhalb der Punkteränge
- Starts: Anzahl gelaufener Rennen in der jeweiligen Disziplin
- Hinweis: Bei den Distanzrennen erfolgt die Einordnung gemäß FIS.

| Platzierung               | Distanzrennen a | Distanzrennen a | Distanzrennen a | Distanzrennen a | Distanzrennen a | Skiathlon Verfolgung | Sprint | Etappen- rennen b | Gesamt | Team   | Team    |
| Platzierung               | ≤ 5 km          | ≤ 10 km         | ≤ 15 km         | ≤ 30 km         | > 30 km         | Skiathlon Verfolgung | Sprint | Etappen- rennen b | Gesamt | Sprint | Staffel |
| ------------------------- | --------------- | --------------- | --------------- | --------------- | --------------- | -------------------- | ------ | ----------------- | ------ | ------ | ------- |
| 1. Platz                  |                 |                 |                 |                 |                 |                      |        |                   |        |        |         |
| 2. Platz                  |                 |                 |                 |                 |                 |                      |        |                   |        |        |         |
| 3. Platz                  |                 |                 |                 |                 |                 |                      |        |                   |        |        |         |
| Top 10                    |                 | 4               |                 |                 | 1               | 1                    | 1      | 1                 | 8      |        |         |
| Punkteränge               |                 | 21              | 3               | 8               | 2               | 9                    | 24     | 3                 | 70     | 2      |         |
| Starts                    |                 | 30              | 3               | 9               | 2               | 12                   | 37     | 5                 | 98     | 2      |         |
| Stand: Saisonende 2023/24 |                 |                 |                 |                 |                 |                      |        |                   |        |        |         |

#### Weltcup-Gesamtplatzierungen
| Saison  | Gesamt | Gesamt | Distanz | Distanz | Sprint | Sprint |
| Saison  | Punkte | Platz  | Punkte  | Platz   | Punkte | Platz  |
| ------- | ------ | ------ | ------- | ------- | ------ | ------ |
| 2019/20 | 4      | 111.   | 4       | 79.     | -      | -      |
| 2020/21 | 144    | 37.    | 96      | 33.     | 20     | 49.    |
| 2021/22 | 43     | 66.    | 22      | 49.     | 21     | 50.    |
| 2022/23 | 798    | 22.    | 431     | 18.     | 205    | 38.    |
| 2023/24 | 994    | 17.    | 538     | 23.     | 249    | 30.    |

## Dokumentarfilm über die Familie
Patricija Eiduka stammt aus einer Familie mit sieben Kindern. Die lettischen Regisseure Dāvids Ernštreits und Inese Kļava begleiteten in dem Dokumentarfilm „Patricija“ (2023) das Leben der Leistungssportlerin beleuchtet. Der Dokumentarfilm zeigt, wie ihr Vater und ihre Brüder sie beim Training und bei Wettkämpfen unterstützen. Ihr Bruder Valts Eiduks war ebenfalls Langläufer und nahm an den Olympischen Winterspielen 2006 teil. Der Tod ihres Vaters Ingus am 2. November 2021 wird in dem Dokumentarfilm am Rande thematisiert. Die beiden Regisseure haben die Familie über mehrere Jahre mit der Kamera. Der Film wurde 2024 auf dem DOK.fest München gezeigt.